# Ерзинџан
Ерзинџан (тур. Erzincan) је град у Турској у вилајету Ерзинџан. Према процени из 2009. у граду је живело 85.323 становника.

## Становништво
Према процени, у граду је 2009. живело 85.323 становника.
| 1990.  | 2000.   |
| ------ | ------- |
| 91.772 | 107.175 |